# Пукку (Кванджу)
Пукку (кор. 북구) — административный район города-метрополии Кванджу в Республике Корея.

## История

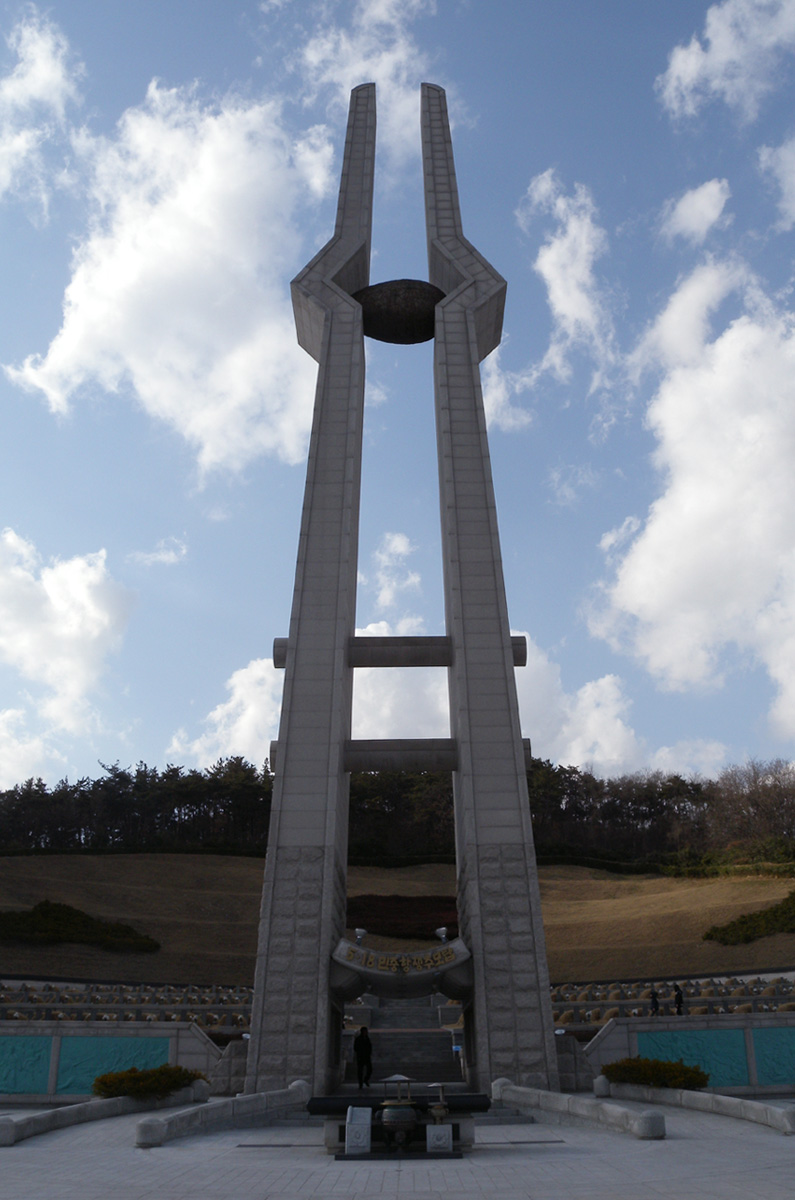
Башня кладбища «Движения за демократию» в Кванджу

Административный район Пукку был образован 1 апреля 1980 года. На тот момент под его юрисдикцией находились часть современных административных районов Соку и Тонку. 1 мая 1988 года Пукку был преобразован в автономный регион. 1 октября 2011 года часть округа была включена в состав округов Соку и Тонку.

## Описание
Административный район Пукку расположен в северной части города Кванджу. Его площадь составляет 121,74 км². Этот округ является самым густонаселённым районом Кванджу. В 2021 году его население составило 427 114 человек.
Административный район Пукку состоит из 41 юридического округа и 26 управляющих ими административных округов.
В Пукку избираются два депутата Национального собрания Южной Кореи.
Здесь расположен центральный железнодорожный вокзал Кванджу.

## Галерея

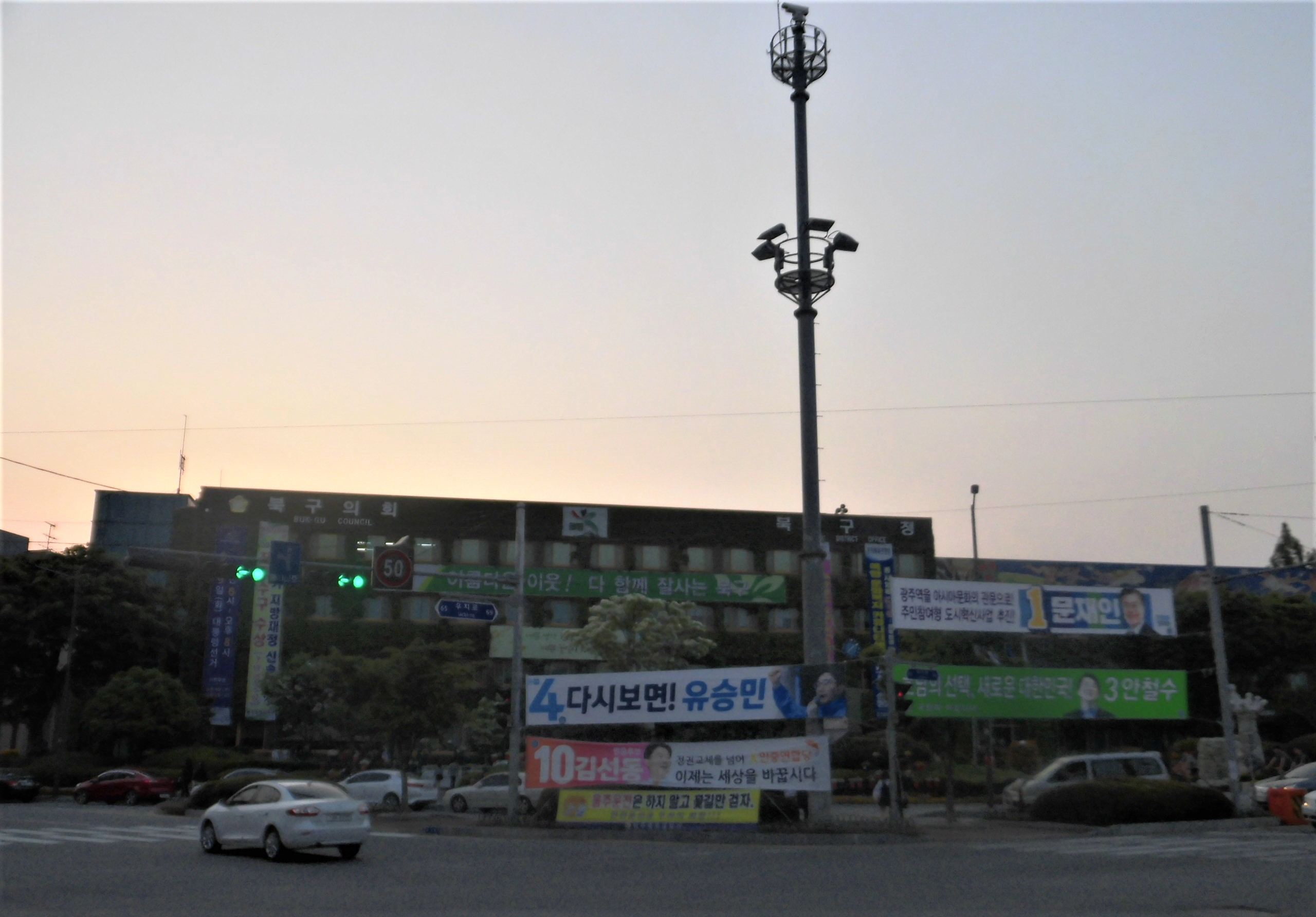
Административный центр Пукку
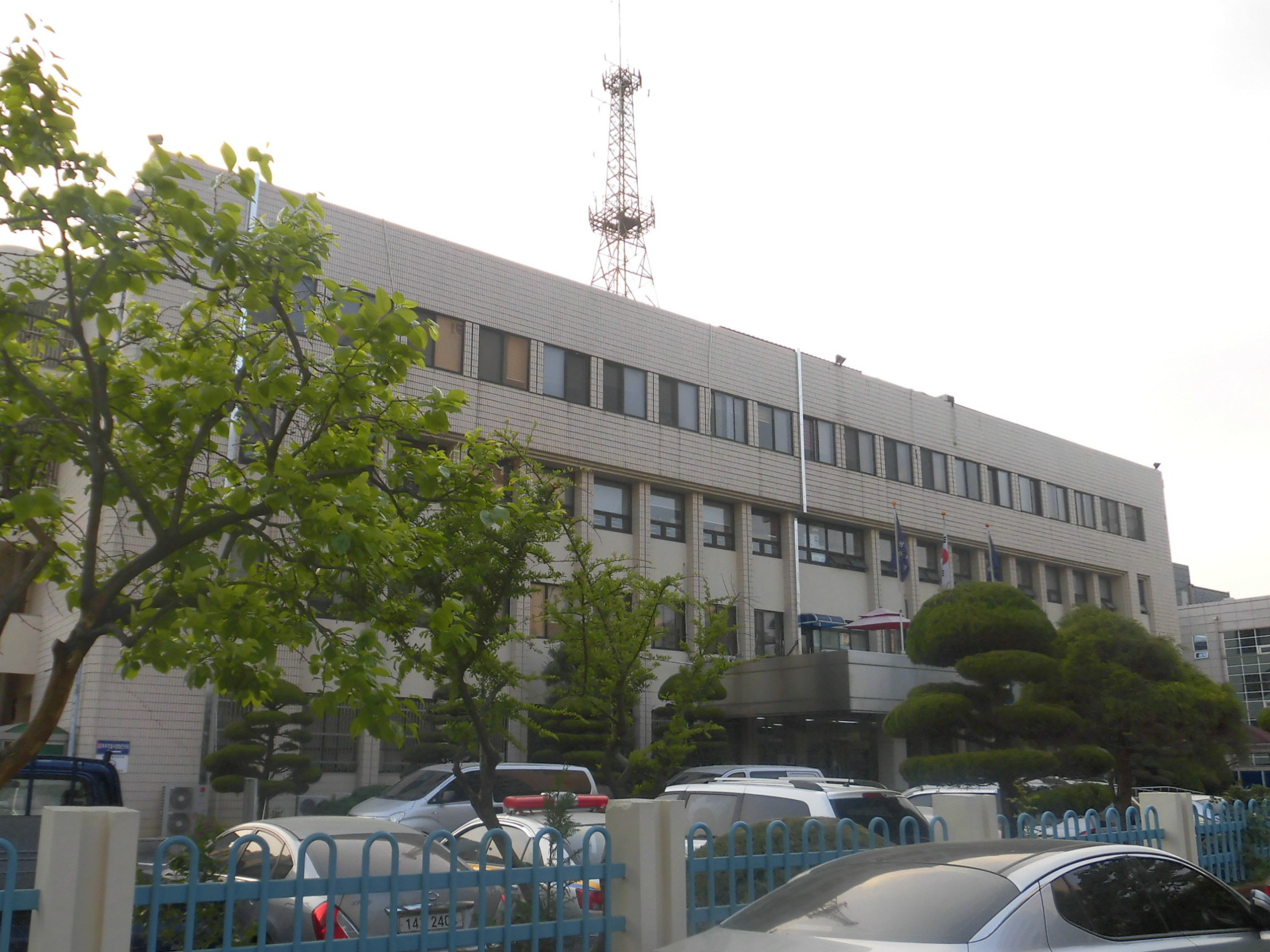
Отделение полиции в Пукку
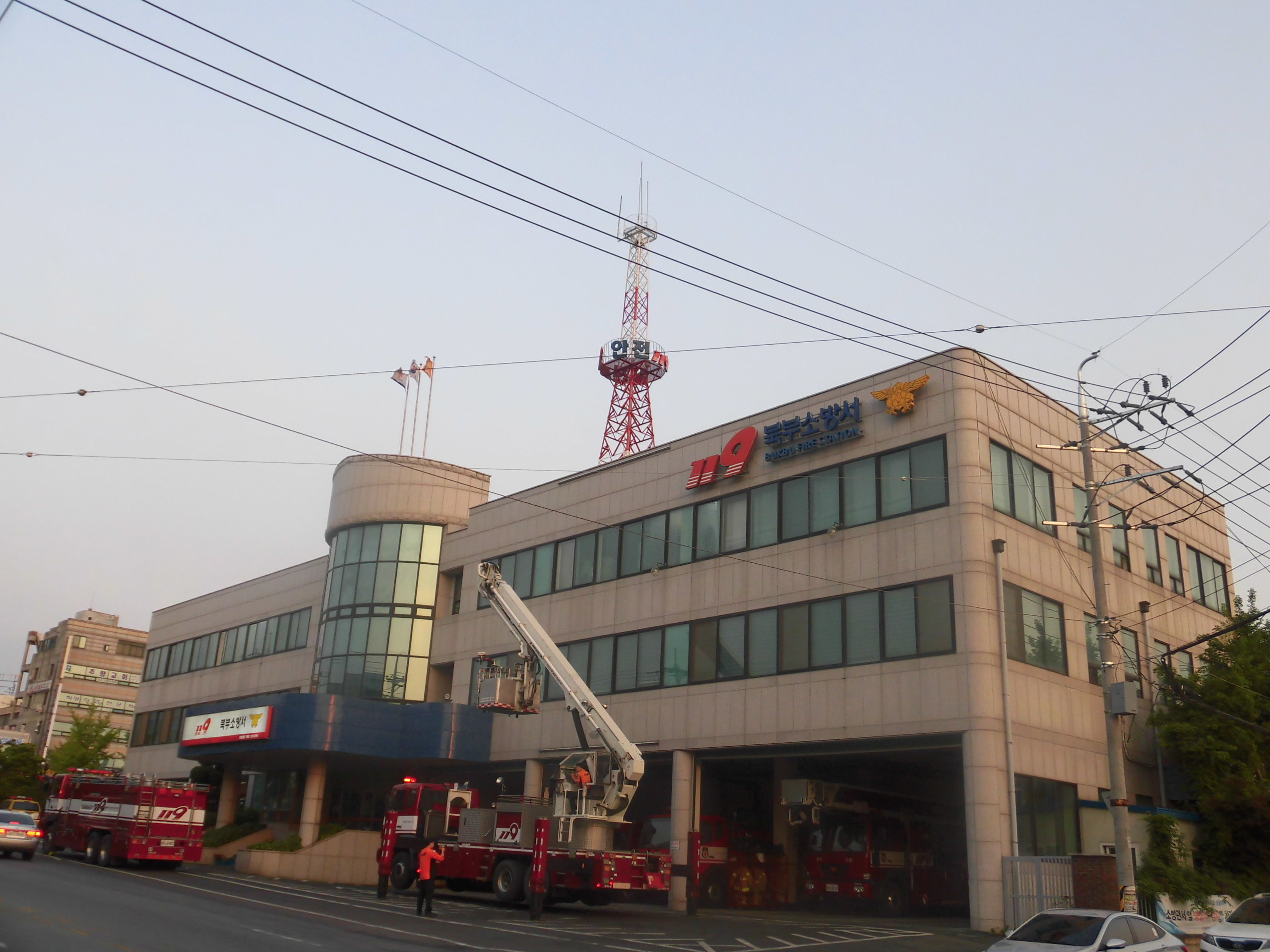
Пажарная станция в Пукку
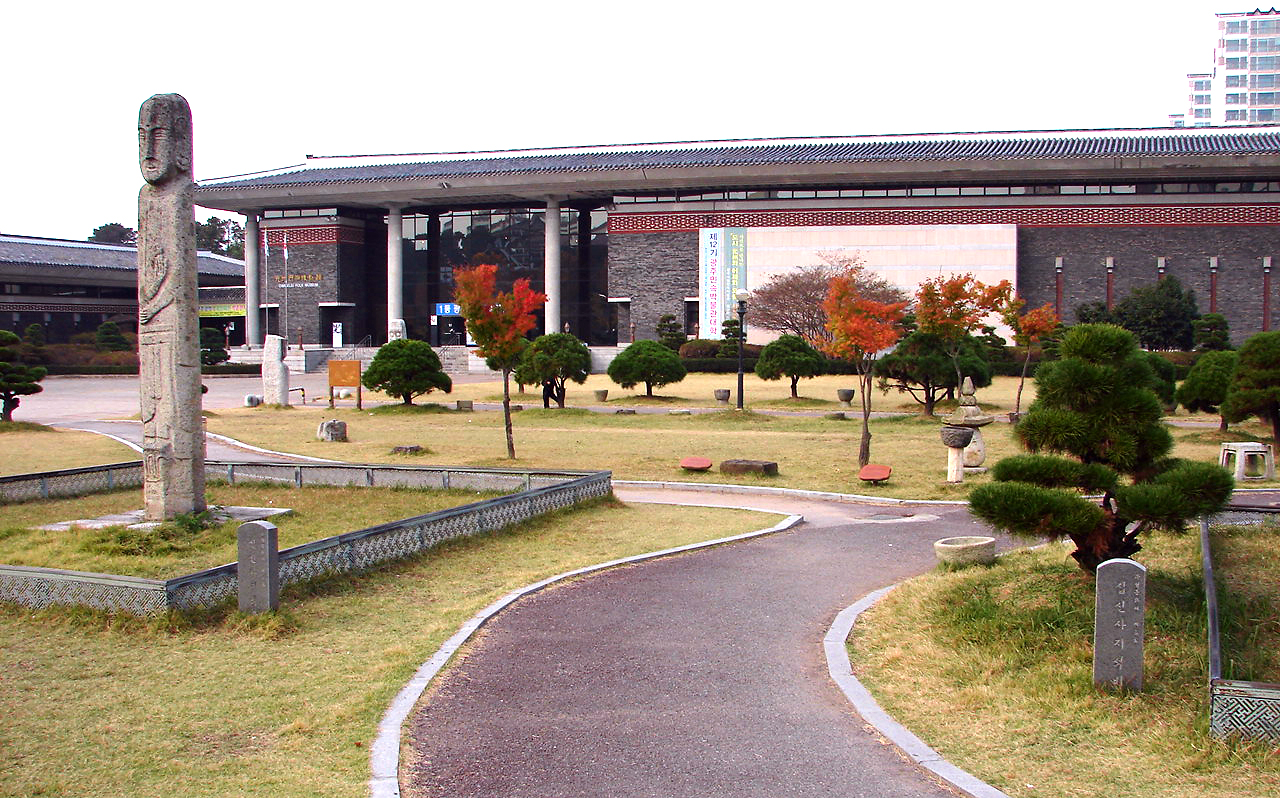
Музей Пукку
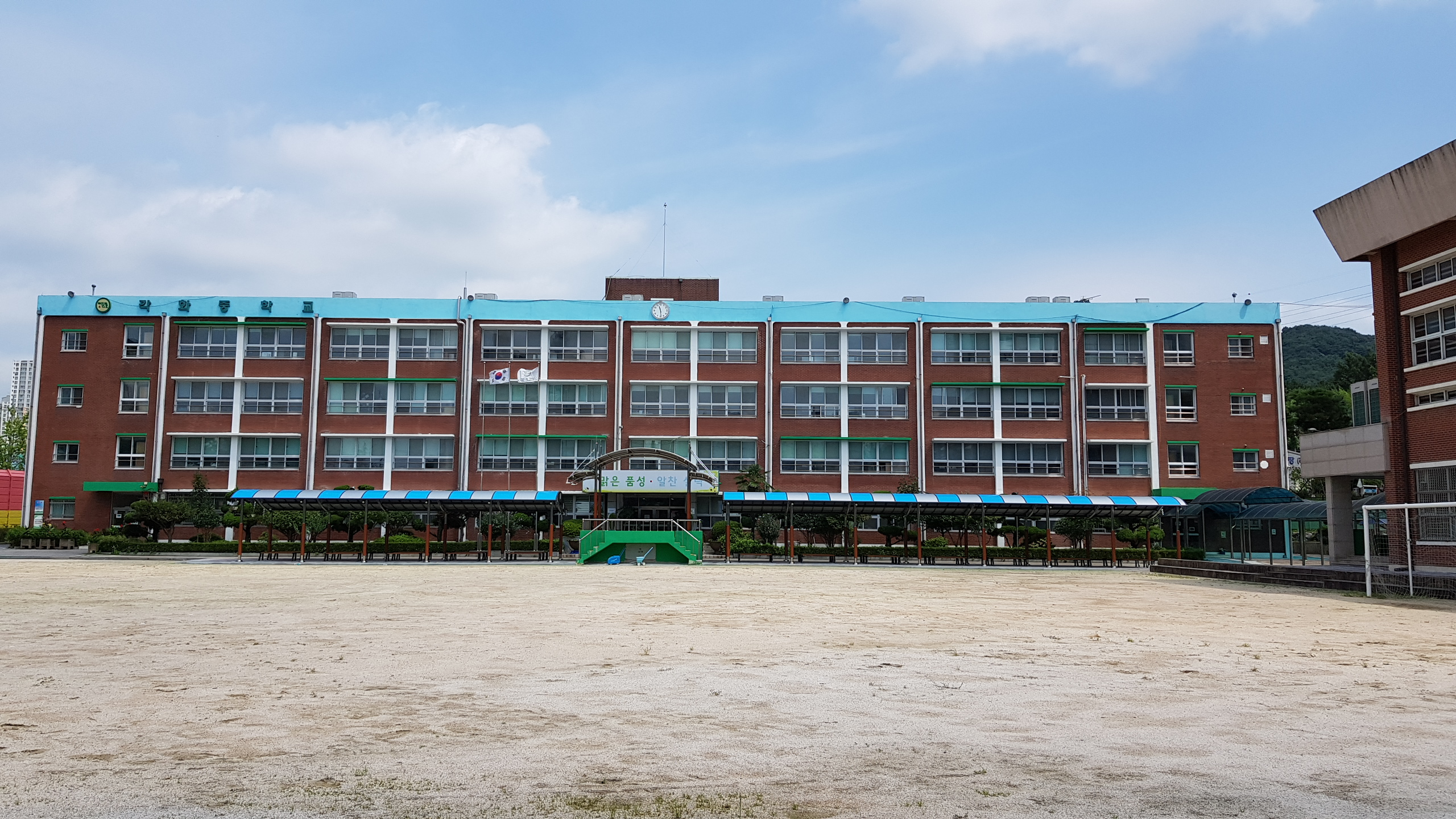
Школа в Пукку
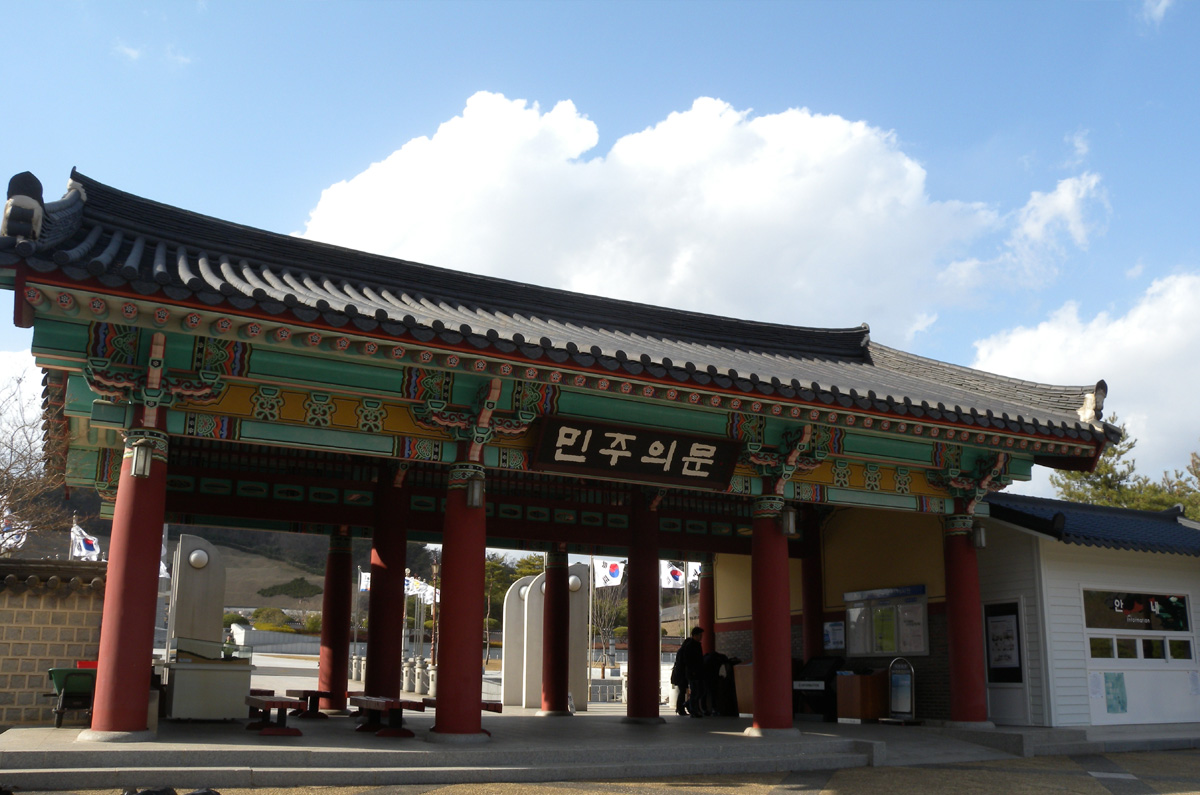
Вход на кладбище «Движения за демократию»